# 基隆西國三十三所靈場
基隆西國三十三所靈場，是日治時代昭和3年（1928年）起在基隆設的西國三十三所靈場。

## 緣起
基隆西國三十三所靈場由曹洞宗久寶寺住職小林大壽首倡，選定久寶寺、靈泉禪寺、寶明布教所、最勝寺、法王寺、蓮光寺、光尊寺等各宗派寺院安置本尊。石佛創設時間據推測在昭和三年，各石佛建造時間不同，分布於昭和3年至昭和6年（1931年）之間，石佛造型則有2至三種。基隆與宜蘭兩處靈場型式相同，皆複製西國三十三所觀音靈場本尊，基隆西國三十三所靈場的創設者橫跨數個宗派信徒，類似台北西國三十三所靈場及台北四國八十八所靈場，台灣的地方靈場皆非由單一宗派寺院信徒所完成。基隆西國三十三所靈場巡禮約52公里，全程參拜需耗時數日，而今日石佛所處位置與創立時期業已不同，皆脫離原本宗派法脈。。

## 靈場一覽
| 禮所   | 山號     | 寺                      | 本尊                       | 所在地 |
| ------ | -------- | ----------------------- | -------------------------- | ------ |
| 第1番  | 那智山   | 青岸渡寺                | 如意輪觀音                 |        |
| 第2番  | 紀三井山 | 紀三井寺                | 十一面觀音                 |        |
| 第3番  | 風猛山   | 粉河寺                  | 千手觀音                   |        |
| 第4番  | 槇尾山   | 施福寺                  | 千手觀音                   |        |
| 第5番  | 紫雲山   | 葛井寺（藤井寺）        | 千手觀音                   |        |
| 第6番  | 壺阪山   | 南法華寺                | 千手觀音                   |        |
| 第7番  | 東光山   | 龍蓋寺（岡寺）          | 如意輪觀音                 |        |
| 第8番  | 豐山     | 長谷寺                  | 十一面觀音                 |        |
| 第9番  |          | 興福寺 南圓堂           | 不空羂索觀音               |        |
| 第10番 | 明星山   | 三室戶寺                | 千手觀音                   |        |
| 第11番 | 深雪山   | 上醍醐寺 准胝堂         | 准胝觀音                   |        |
| 第12番 | 岩間山   | 正法寺                  | 千手觀音                   |        |
| 第13番 | 石光山   | 石山寺                  | 如意輪觀音                 |        |
| 第14番 | 長等山   | 園城寺（三井寺） 觀音堂 | 如意輪觀音                 |        |
| 第15番 | 新那智山 | 觀音寺                  | 十一面觀音                 |        |
| 第16番 | 音羽山   | 清水寺                  | 千手觀音                   |        |
| 第17番 | 補陀洛山 | 六波羅蜜寺              | 十一面觀音                 |        |
| 第18番 | 紫雲山   | 頂法寺（六角堂）        | 如意輪觀音                 |        |
| 第19番 | 靈麀山   | 行願寺                  | 千手觀音                   |        |
| 第20番 | 西山     | 善峯寺                  | 千手觀音                   |        |
| 第21番 | 菩提山   | 穴太寺                  | 聖觀音                     |        |
| 第22番 | 補陀洛山 | 總持寺                  | 千手觀音                   |        |
| 第23番 | 應頂山   | 勝尾寺                  | 千手觀音                   |        |
| 第24番 | 紫雲山   | 中山寺                  | 十一面觀音                 |        |
| 第25番 | 御嶽山   | 清水寺                  | 千手觀音                   |        |
| 第26番 | 法華山   | 一乘寺                  | 聖觀音                     |        |
| 第27番 | 書寫山   | 圓教寺                  | 如意輪觀音                 |        |
| 第28番 | 成相山   | 成相寺                  | 聖觀音                     |        |
| 第29番 | 青葉山   | 松尾寺                  | 馬頭觀音                   |        |
| 第30番 | 嚴金山   | 寶嚴寺                  | 千手觀音                   |        |
| 第31番 | 姨綺耶山 | 長命寺                  | 千手觀音 十一面觀音 聖觀音 |        |
| 第32番 | 繖山     | 觀音正寺                | 千手觀音                   |        |
| 第33番 | 谷汲山   | 華嚴寺                  | 十一面觀音                 |        |

## 相片

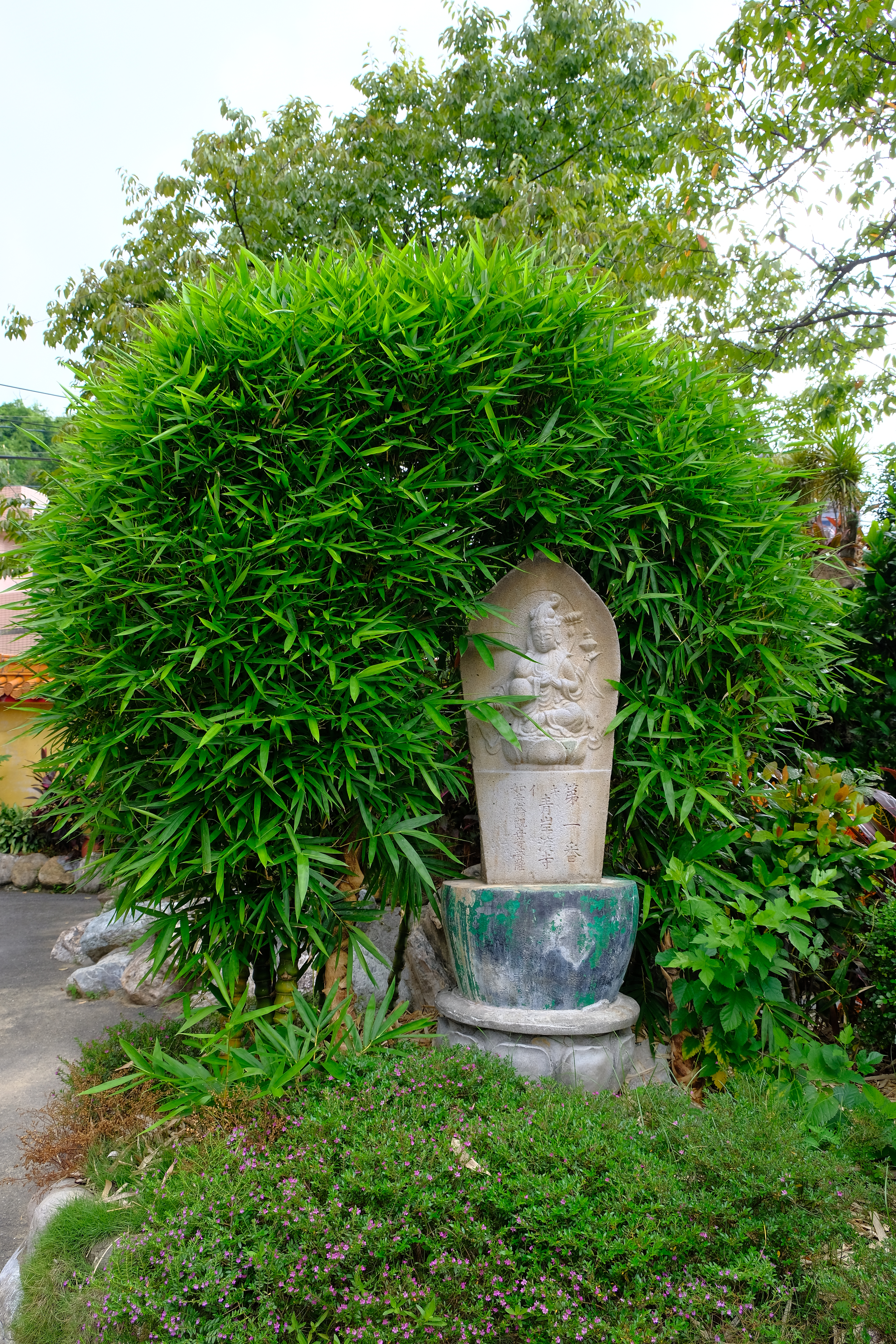
靜修禪院(第一番青岸渡寺如意輪觀世音)（1番）
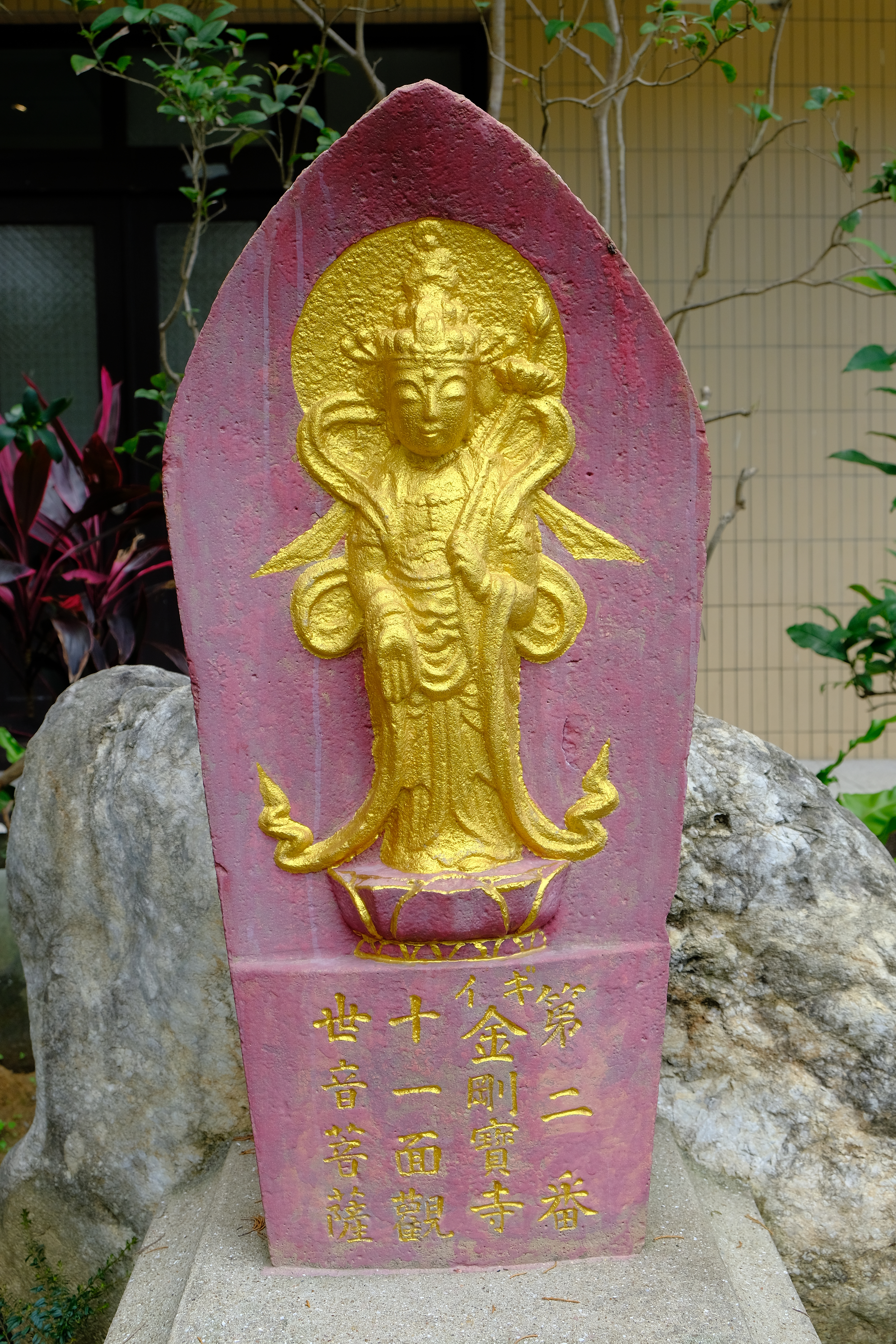
彌勒內院(第二番金剛寶寺十一面觀世音)（2番）
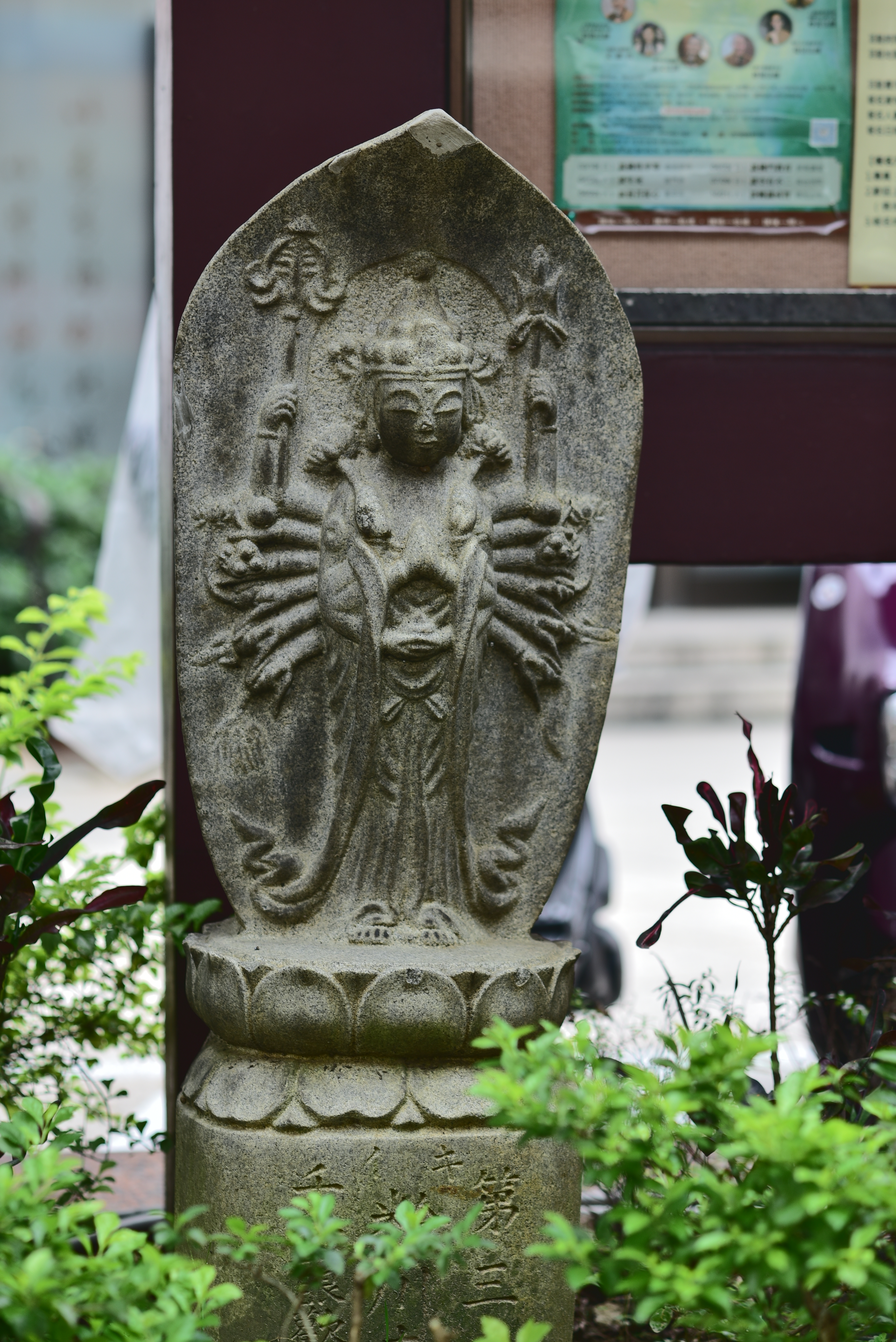
極樂寺(第三番粉川寺千手千眼觀世音)（3番）
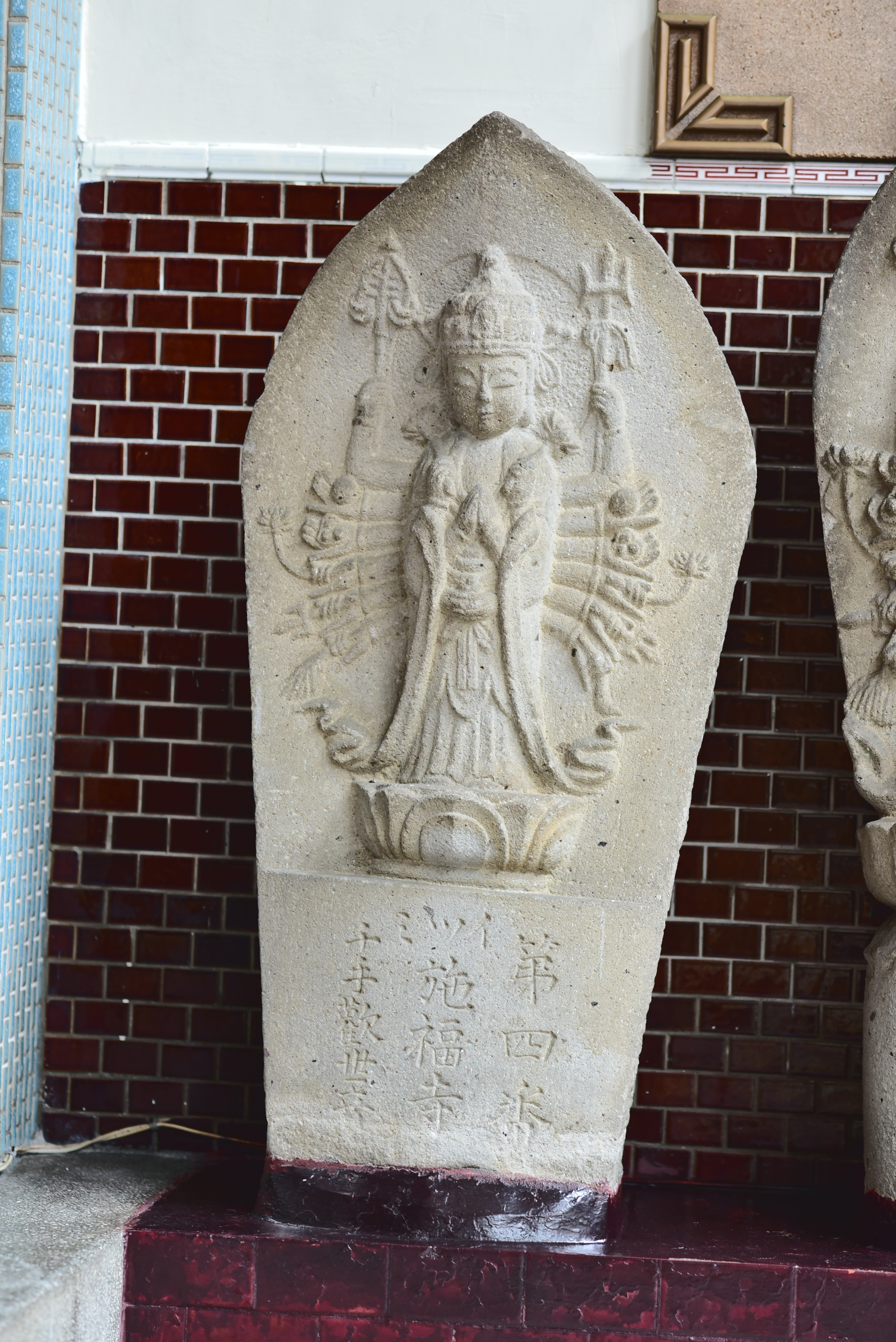
蓮法寺(第四番施福寺千手觀世音)（4番）
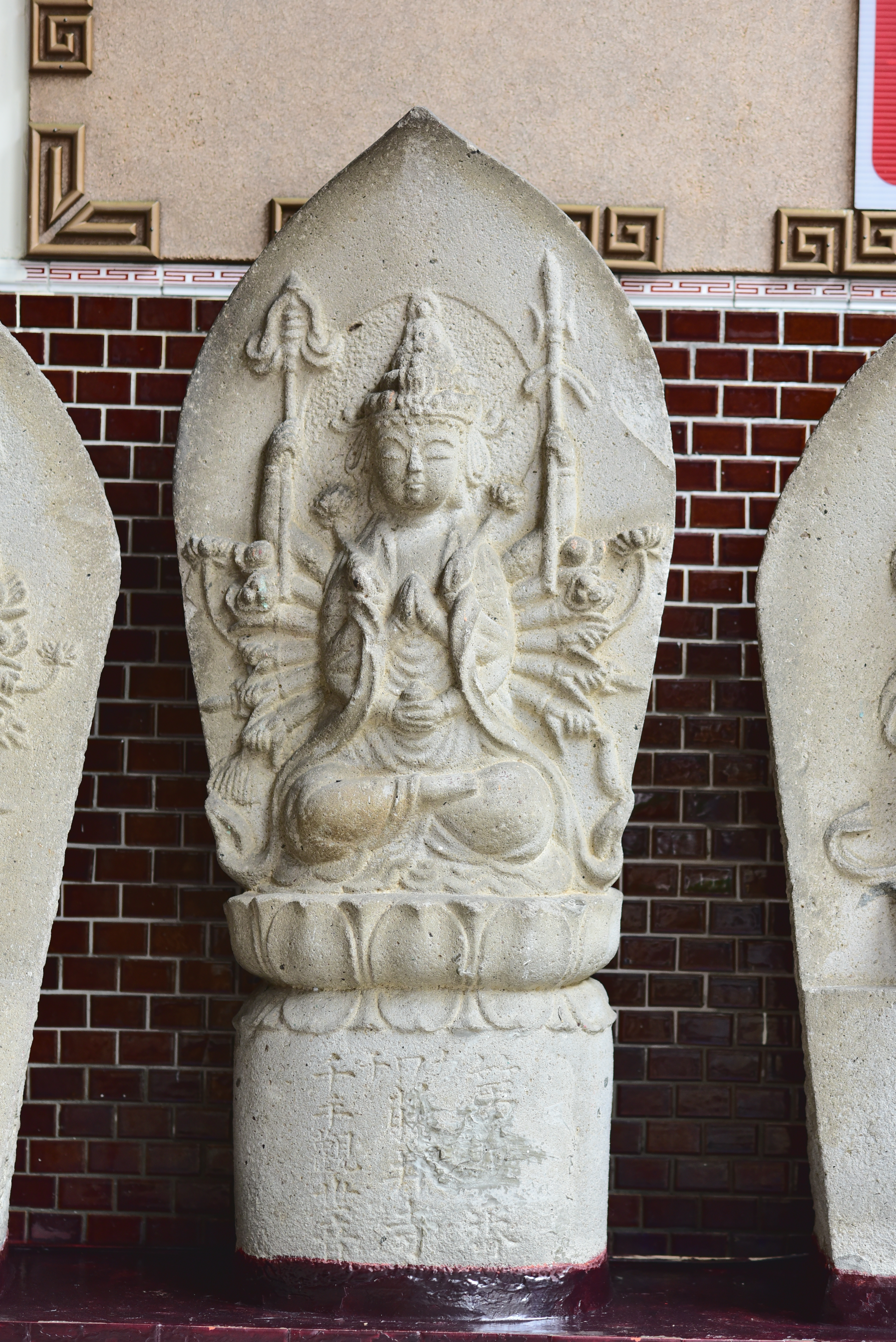
蓮法寺(第五番藤井寺千手觀世音)（5番）
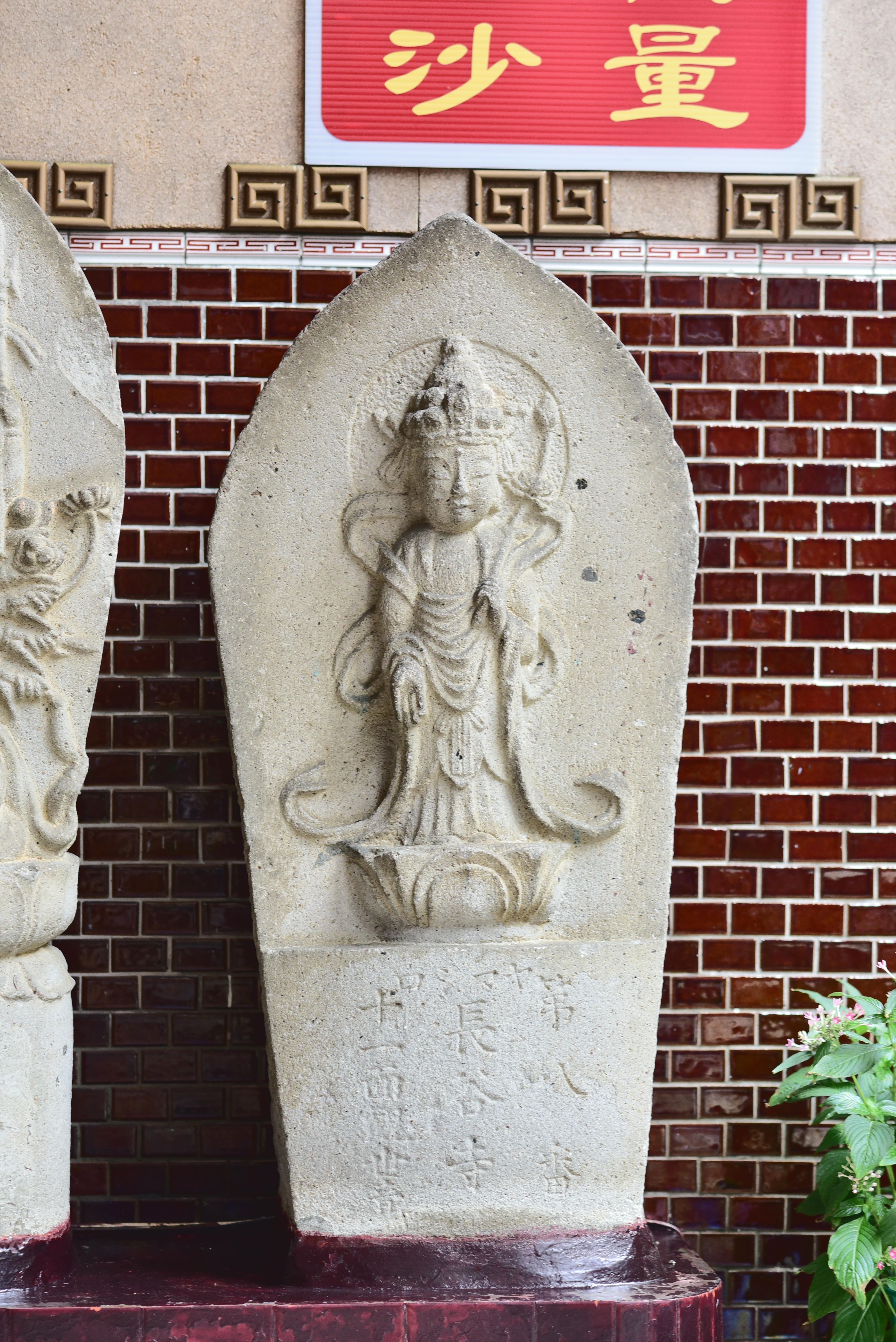
蓮法寺(第八番長谷寺十一面觀世音)（8番）
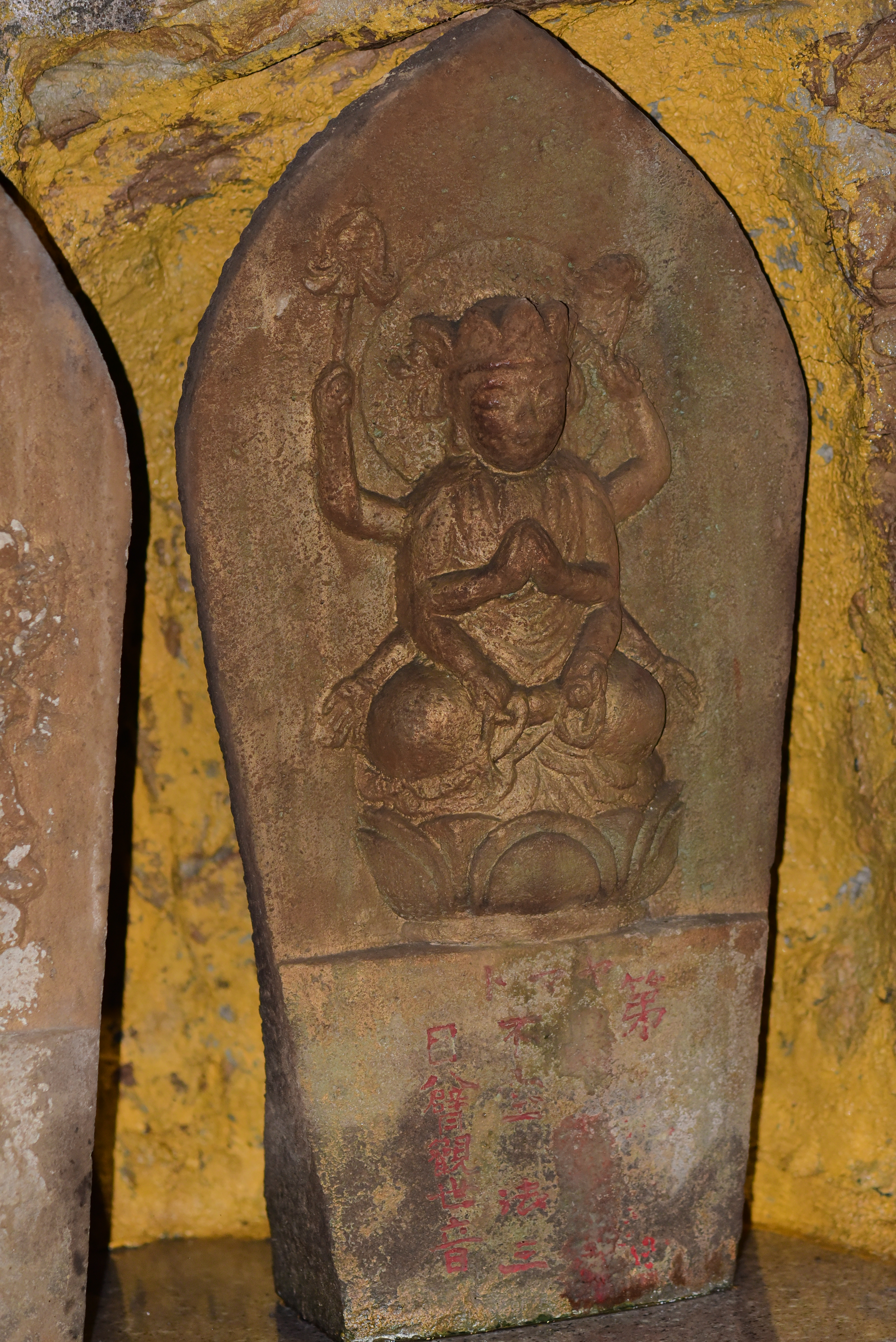
仙洞巖(第九番興福寺不空絹索三目八臂觀世音)（9番）
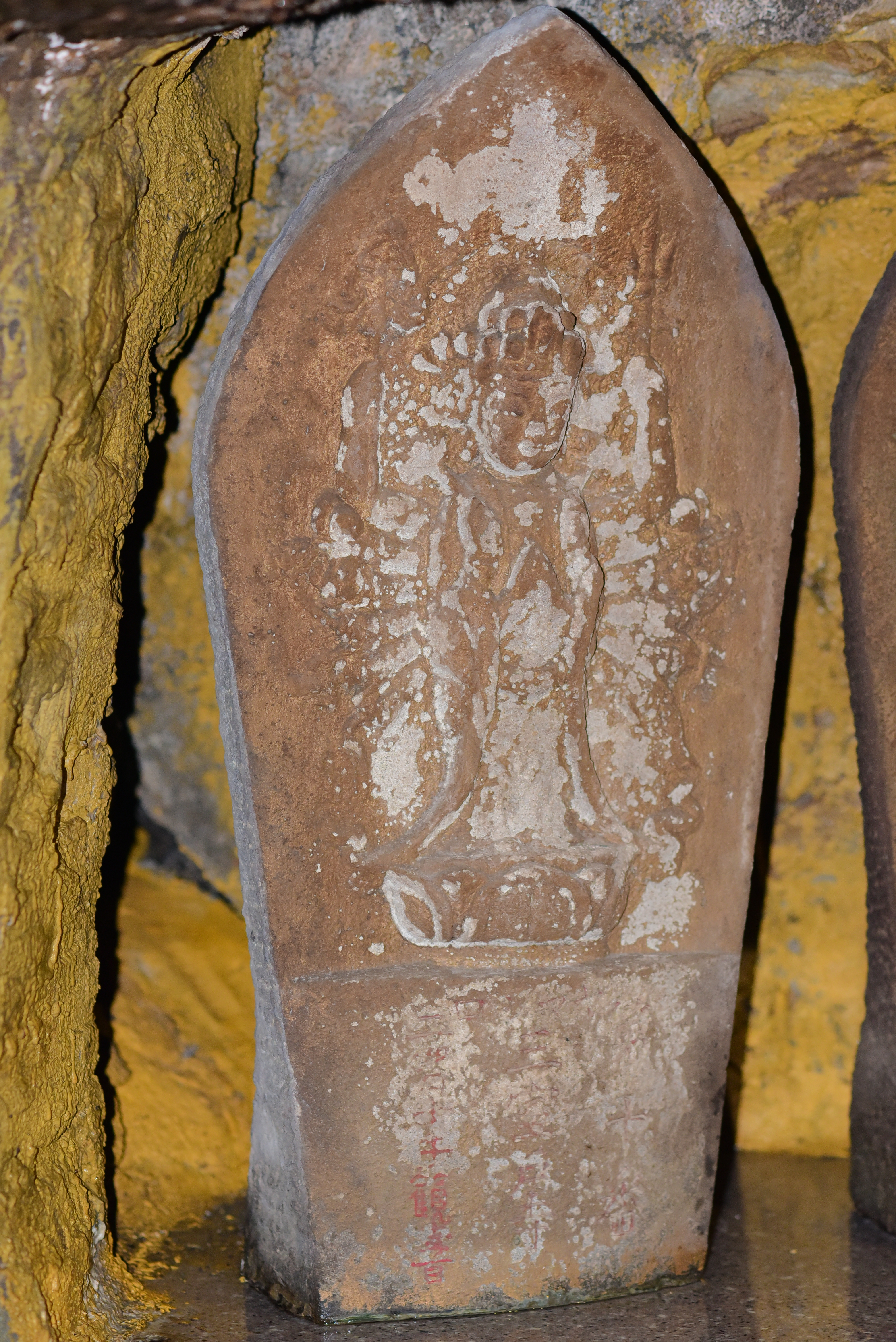
仙洞巖(第十番三室戸寺二臂千手觀世音)（10番）
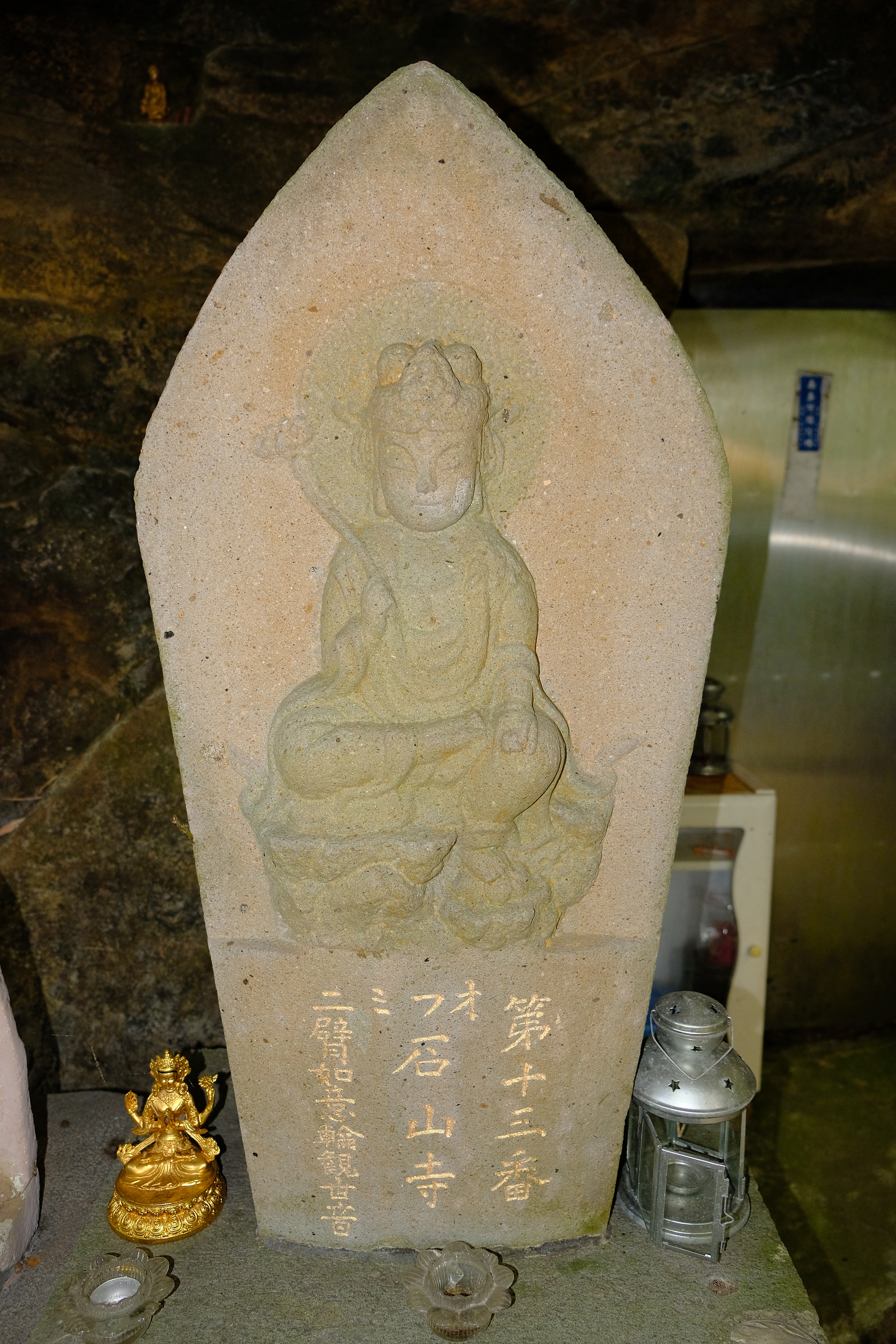
寶明寺(第十三番石山寺二臂如意輪觀世音)（13番）
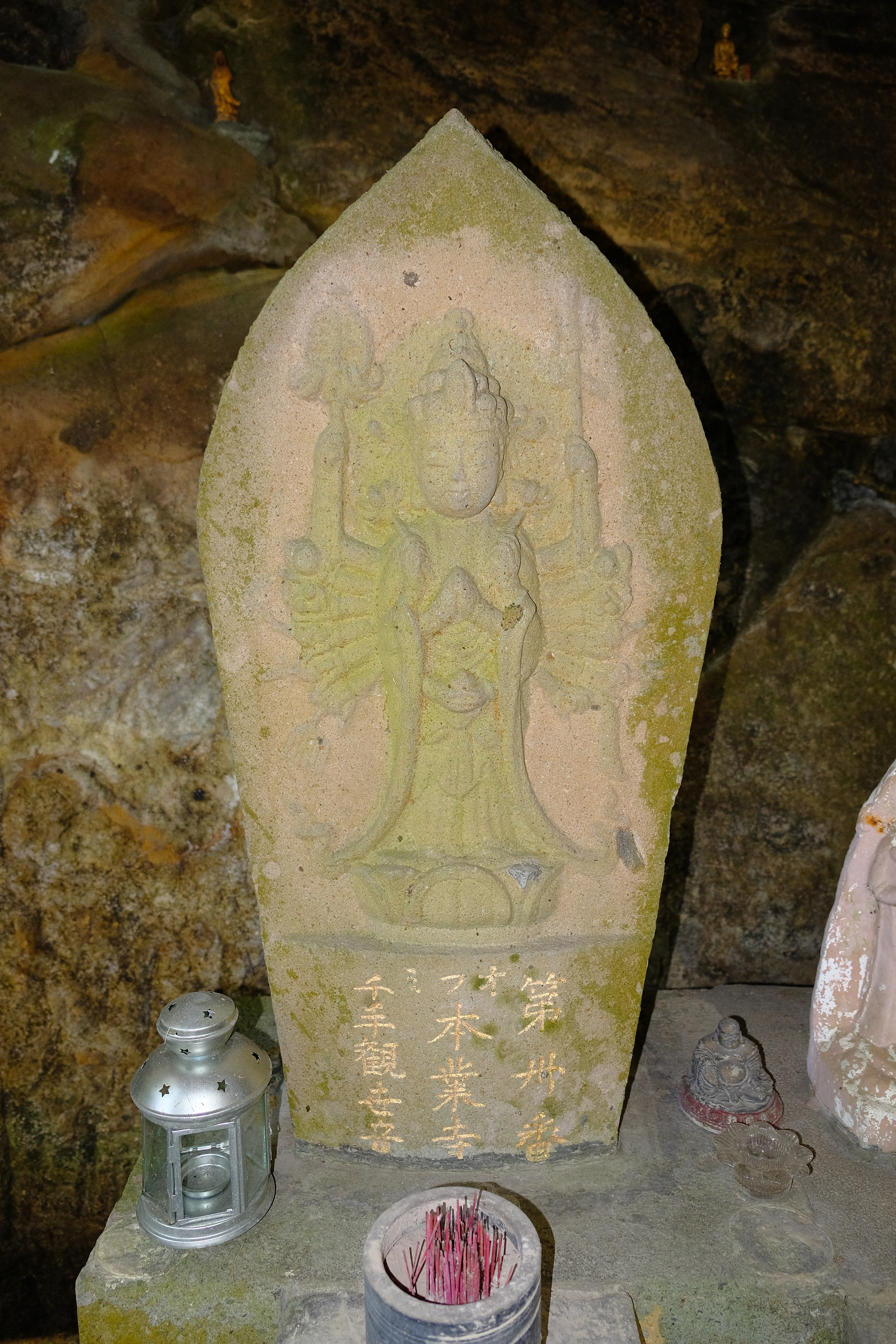
寶明寺(第三十番本業寺千手觀音)（30番）

## 外部連結
- 蕭郎《偶爾獨步山林間-觀音石佛總整理》 （页面存档备份，存于）